# Fumidō
Fumidō (風味堂) est un groupe de jazz japonais. Les trois membres se sont rencontrés pour la première fois lors d'une audition. En 2004, sort leur premier single en major chez Speedstar Records, Nemurenu Yoru no Hitorigoto. Tous leurs albums ont la particularité de s'appeler Fumidō (風味堂) avec le numéro de l'album qui suit.

## Membres du groupe
Kazuhisa Watari (渡 和久, Watari Kazuhisa) est au chant et au piano.
Katsuya Nakatomi (中富 雄也, Nakatomi Katsuya) et Masaya John Toriguchi (鳥口 JOHNマサヤ, Toriguchi John Masaya) sont à la basse et aux chœurs.

## Discographie

### Simple
01. 眠れぬ夜のひとりごと
02. ナキムシのうた
03. 楽園をめざして
04. ママのピアノ
05. クラクション・ラヴ～ONIISAN MOTTO GANBATTE～
06. 愛してる
07. 手をつないだら
08. カラダとカラダ
09. サヨナラの向こう側
10. メリークリスマス、、、。
11. 大切にするからね

### Albums
22/06/2005 : 風味堂1
25/10/2006 : 風味堂2
19/09/2007 : 風味堂3
18/03/2009 : 風味堂4